# Spiesen-Elversberg
Spiesen-Elversberg es un municipio situado en el distrito de Neunkirchen, en el estado federado de Sarre (Alemania), con una población a finales de 2016 de unos 13 147 habitantes.
Se encuentra ubicado al este del estado, cerca de la frontera con el estado de Renania-Palatinado. 